# Саддлерс
Саддлерс (англ. Saddlers) — город в Сент-Китсе и Невисе. Является крупнейшим в округе Сент-Джон-Капистер.

## География
Находится на севере острова Сент-Китс. Высота над уровнем моря — 47 м.

### Климат
По Классификации климатов Кёппена, климат здесь определяется как Aw — тропический климат с сухой зимой и дождливым летом. Температура здесь в среднем 26,2 °C. Среднегодовая норма осадков — 910 мм.

## Образование
В городе находится начальная и средняя школа.